# Kloster Bellebranche

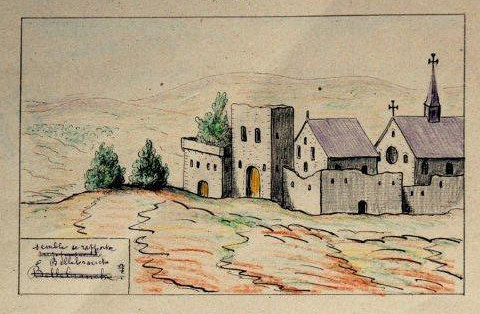
Kloster Bellebranche, Darstellung aus dem 17. Jahrhundert

Das Kloster Bellebranche (Bella branca) ist eine ehemalige Zisterzienserabtei in der Gemeinde Saint-Brice im Département Mayenne, Region Pays de la Loire, in Frankreich, rund 20 km östlich von Château-Gontier.

## Geschichte
Das Kloster wurde 1152 auf Grund einer Stiftung von Robert III. von Sablé errichtet und mit Mönchen aus dem Kloster Le Loroux besetzt. Damit gehörte es der Filiation des Klosters Cîteaux an. Es entwickelte sich rasch zum reichsten Kloster im Anjou und im Maine. Es besaß sieben Weiher, Waldungen, Güter, Meiereien und sonstige Besitzungen sowie ein Stadthaus und ein Kollegium in Angers. In den kriegerischen Auseinandersetzungen mit England wurde das Kloster gegen 1450 ruiniert, und die Mönche zogen sich in das Schloss von Sablé zurück. 1552 fiel es in Kommende, und 1567 wurde es von den Hugenotten geplündert. Die Überreste des Klosters wurden 1607 auf Betreiben von Henri IV. den Jesuiten des Kollegiums von La Flèche übergeben. Nach einigen Querelen fand das Kloster 1686 sein kirchenrechtliches Ende. 1793 und 1794 wurden die Klostergebäude verkauft.

## Bauten und Anlage
Gegen Ende des 19. Jahrhunderts wurde auf den Resten des Abtshauses ein Schloss errichtet. Erhalten sind die Pfortenkapelle sowie ein romanisches Gebäude (wohl Konversenflügel und Refektorium; Monument historique).